# Sint-Remigiuskerk (Wambeek)

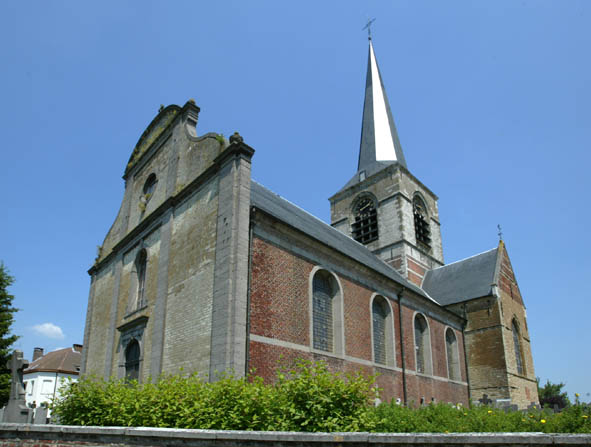
Gezicht op de westgevel met barok portaal

De Sint-Remigiuskerk is een kerk met omliggend kerkhof in Wambeek (deelgemeente van Ternat) daterend uit de 17e eeuw.

## Het gebouw

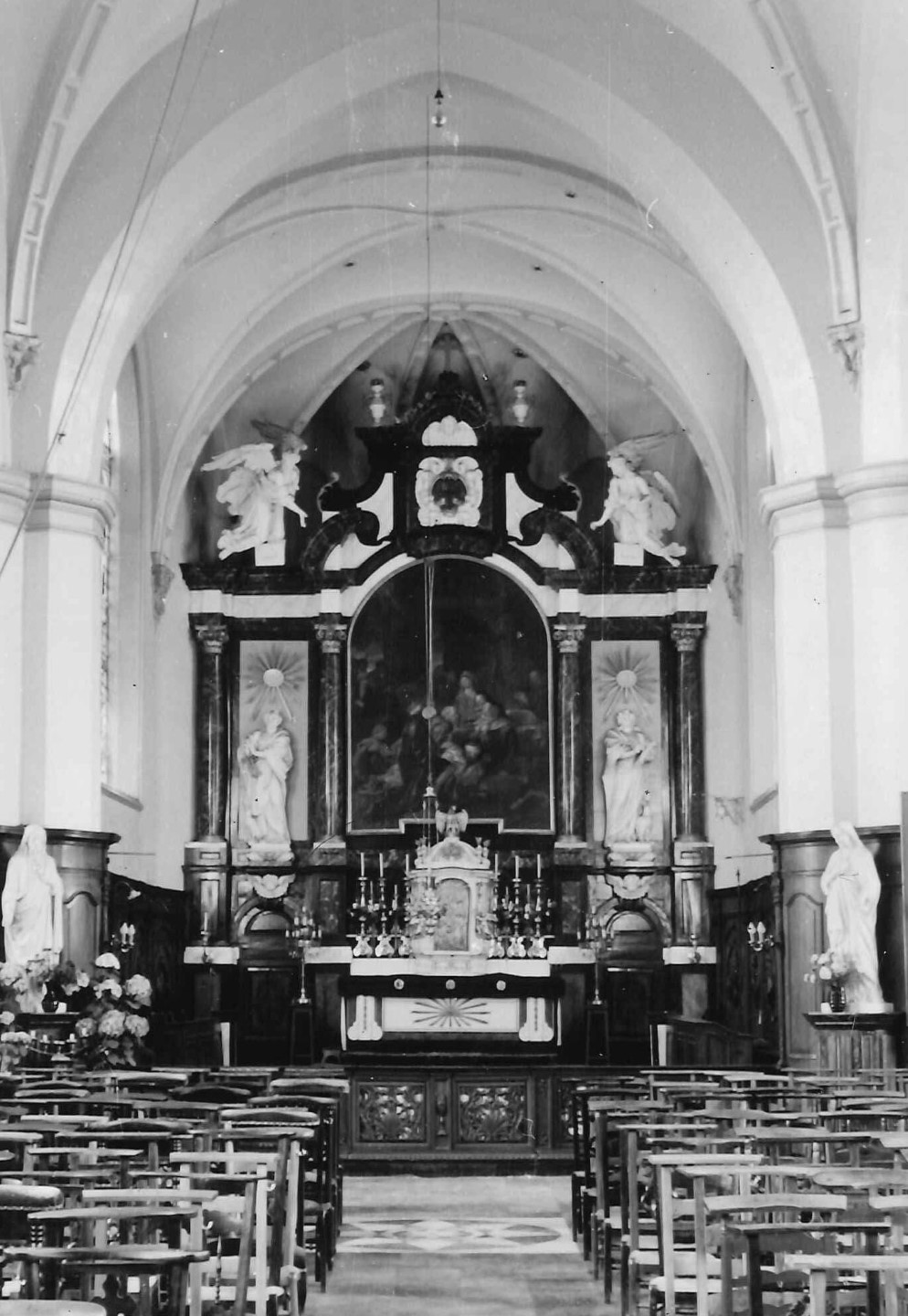
Gezicht op het koor met het hoofdaltaar

Het kerkgebouw heeft een classicistisch halleschip dat verlicht wordt door middel van rondboogvensters. De westgevel is opgetrokken uit zand en hardsteen. De hoge centrale toren en is opgetrokken uit zandsteen en baksteen. Hij is bekroond met een hoge ingesnoerde naaldspits en heeft spitsboogvormige drieledige galmgaten. Het classicistisch schip werd in 1774 naar plannen van bouwmeester Thibaut toegevoegd aan de laat-gotische oostpartij die in de 17e eeuw gebouwd werd dankzij de vrijgevigheid van kardinaal J.F.Goess (ook geboren in Wambeek).

## Historiek
Na de bekering van Clovis in 496 wordt tussen 500 en 750 een nieuwe en definitieve periode van de parochiegeschiedenis in België ingeluid. Onder de Merovingers waren er verschillende grote domeinen ontstaan, die eigendom waren van kloosters, abdijen of van leken. De Abdij van Nijvel te Nijvel was een van de abdijen met zeer uitgestrekte bezittingen in de regio Pajottenland en Zennevallei. In een akte van 877 kunnen we nalezen dat deze abdij hier drie villa’s (hoven met gebouwen en gronden) had: Liniacum (Lennik), Gaugiacum (Gooik) en Wambacem (Wambeek). De abdij van Nijvel had, als eigenaar, er alle belang bij een kerkje te bouwen in de grote en verafgelegen villa Wambeek. Daardoor kon de Abdij van Nijvel aanspraak maken op de tienden (belastingen). Om de tienden te innen moesten ook de parochiegrenzen vastgelegd worden. Zo omvatte de moederkerk Wambeek: Wambeek, Ternat en Sint-Katelijne-Lombeek, samen ongeveer 2447 ha groot.
Het was van belang, zoals Wambeek, om “moederkerk” te zijn. Aan een moederkerk waren immers de volgende rechten verbonden:
- het dooprecht; alleen de moederkerk had het recht een doopvont te bezitten; alle personen uit de “villa” dienden aldus in Wambeek gedoopt te worden, behalve in stervensgevaar.
- de zielenzorg; uit alle gehuchten moest men in Wambeek ter misse gaan op zon- en feestdagen.
- het begrafenisrecht; de moederkerk mocht een kerkhof bezitten; alle begravingen dienden dus in Wambeek te geschieden.

Uit deze drie voorrechten kon de moederkerk een bron van inkomsten halen, namelijk de offergiften.
De bezittingen van de Abdij van Nijvel, waaronder die van de villa Wambeek, werden in drie oorkondes vermeld: oorkonde op 9 juli 877 opgesteld door Karel de Kale, oorkonde van 26 juli 897 van koning Zwentibald, oorkonde van 966 afgeleverd door Otto I de Grote. In 1122 is er melding van een altaar (kerk) te Wambeek (bisschop Odon van Kamerijk). In de decanale visitaties vanaf de 16e eeuw worden regelmatig gegevens opgesomd over de parochie en de kerk te Wambeek.

## Bezienswaardigheden

### Van Peteghemorgel
Een van de belangrijkste blikvangers uit de kerk is het Van Peteghemorgel. Dit orgel werd in 1804 vervaardigd door de orgelbouwer Van Peteghem.

### Schilderkunst
De kerk beschikt over een "H. Franciscus van Assisi ontvangt Jezuskind uit de handen van O.-L.-Vrouw" op doek die toegeschreven wordt aan het atelier van Rubens en een "Aanbidding der Wijzen" van de hand van Jan van Cleef.

### Sculptuur
Tevens het vermelden waard zijn de barokke hoofd- en zijaltaren uit de 17e eeuw, de lambrisering uit eik in Louis XV-stijl in het koor (daterend uit het midden van de 18de eeuw) en de biechtstoelen uit de 2e helft van de 18e eeuw. Het arduinen doopvont met galg is gedateerd 1775.

## De kerk en omliggend kerkhof als erfgoed
De kerk werd in 1980 beschermd als waardevol onroerend erfgoed. In de fusiegemeente Ternat is het omliggende kerkhof nog de enige begraafplaats rond de kerk. De begraafplaats bevat drie opmerkelijke graven bekleed met cimorné of sierpleister. In 2007 werd de kerk gerestaureerd. 

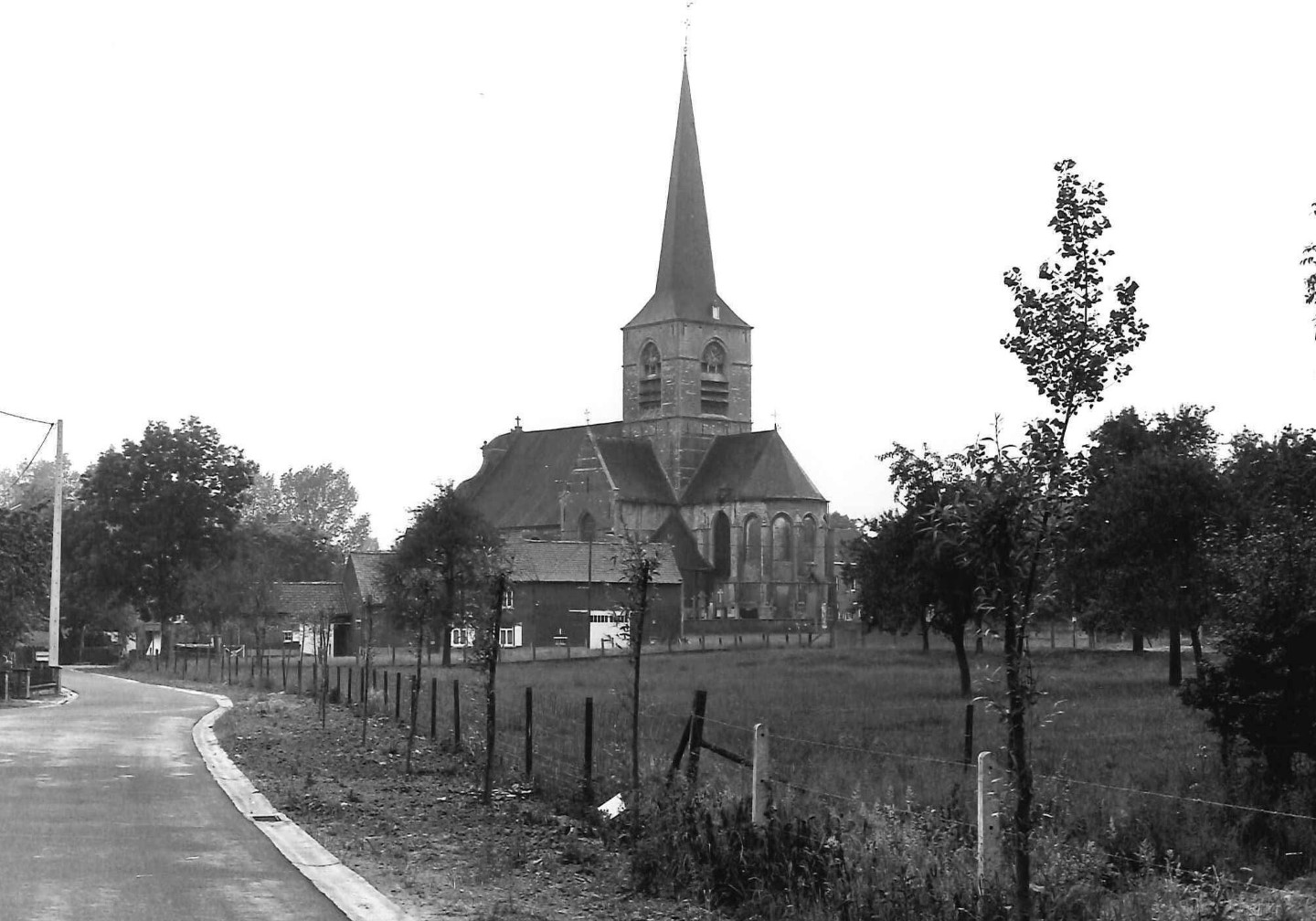
Gezicht vanaf de Potgieter/Doelstraat (1975)
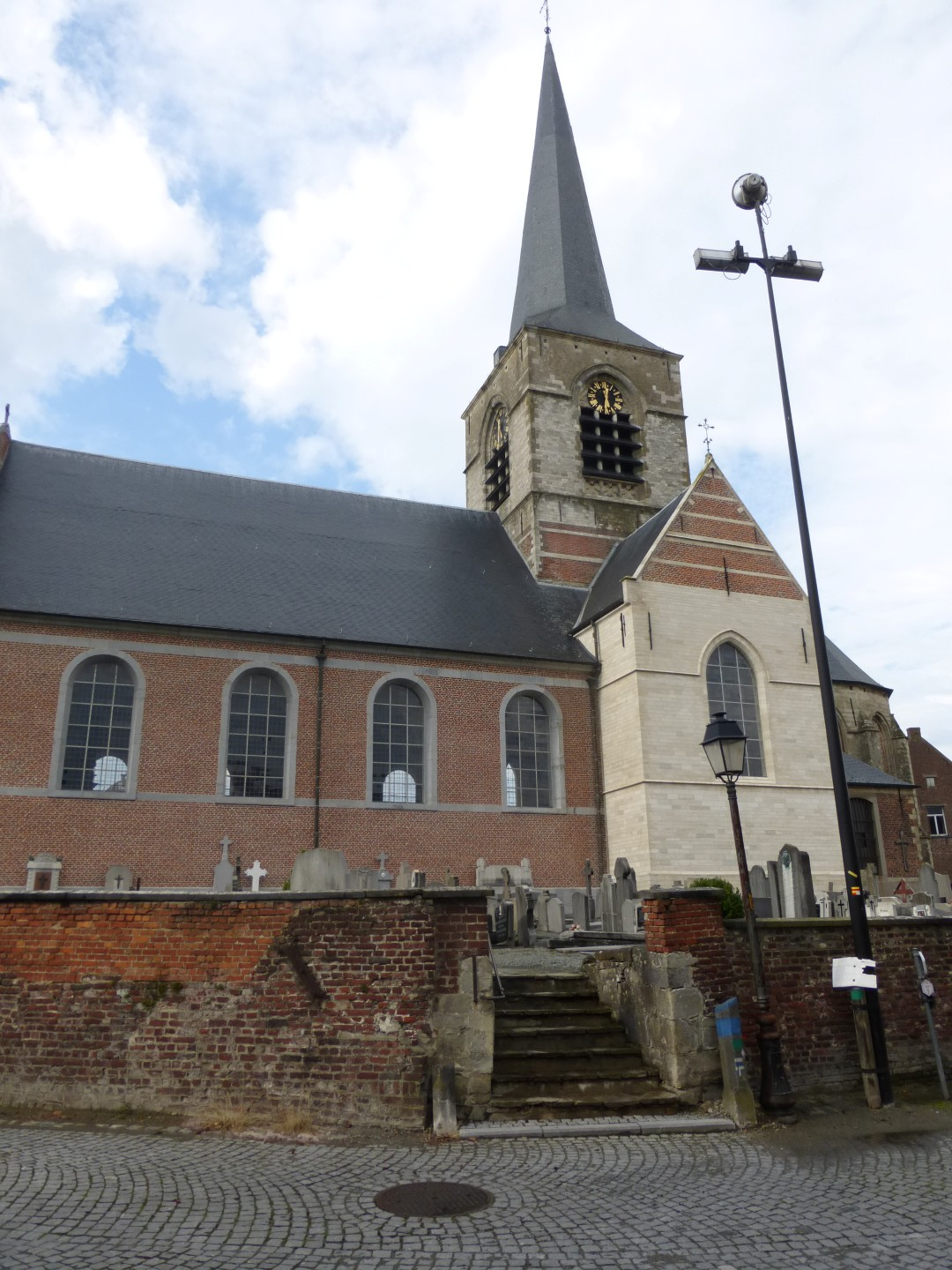
Zuidgevel
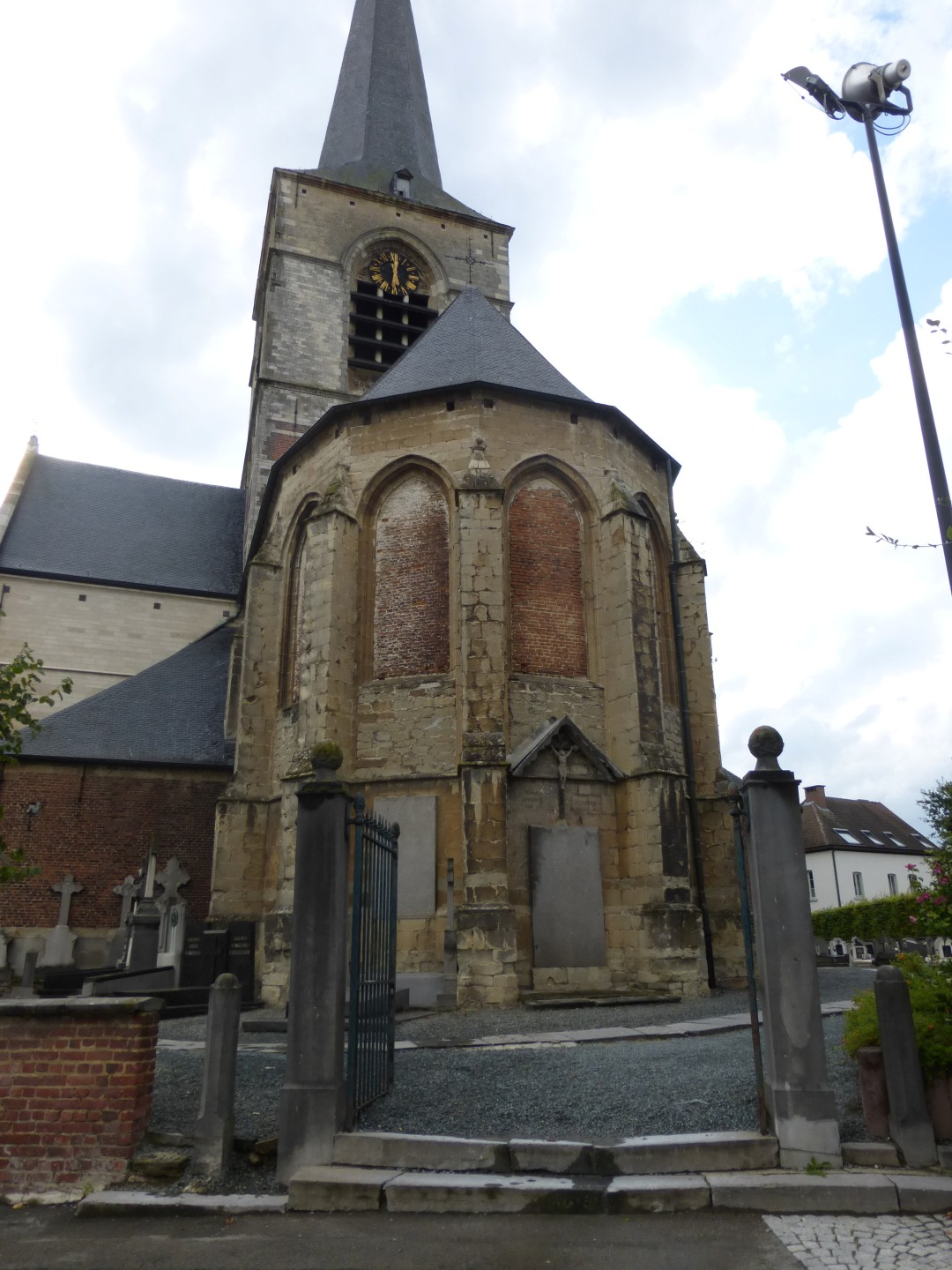
Koor
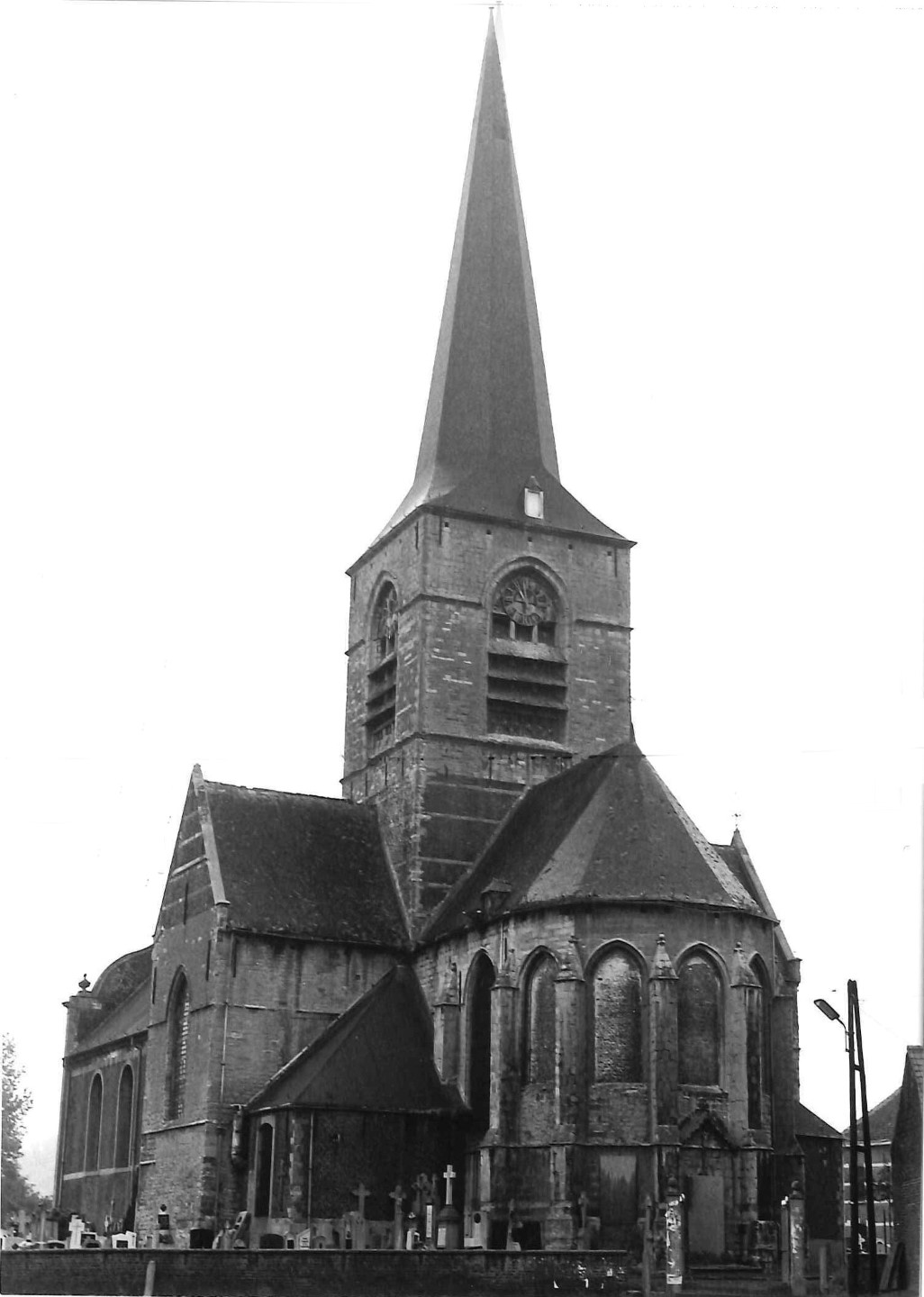
Gezicht op het koor in 1975
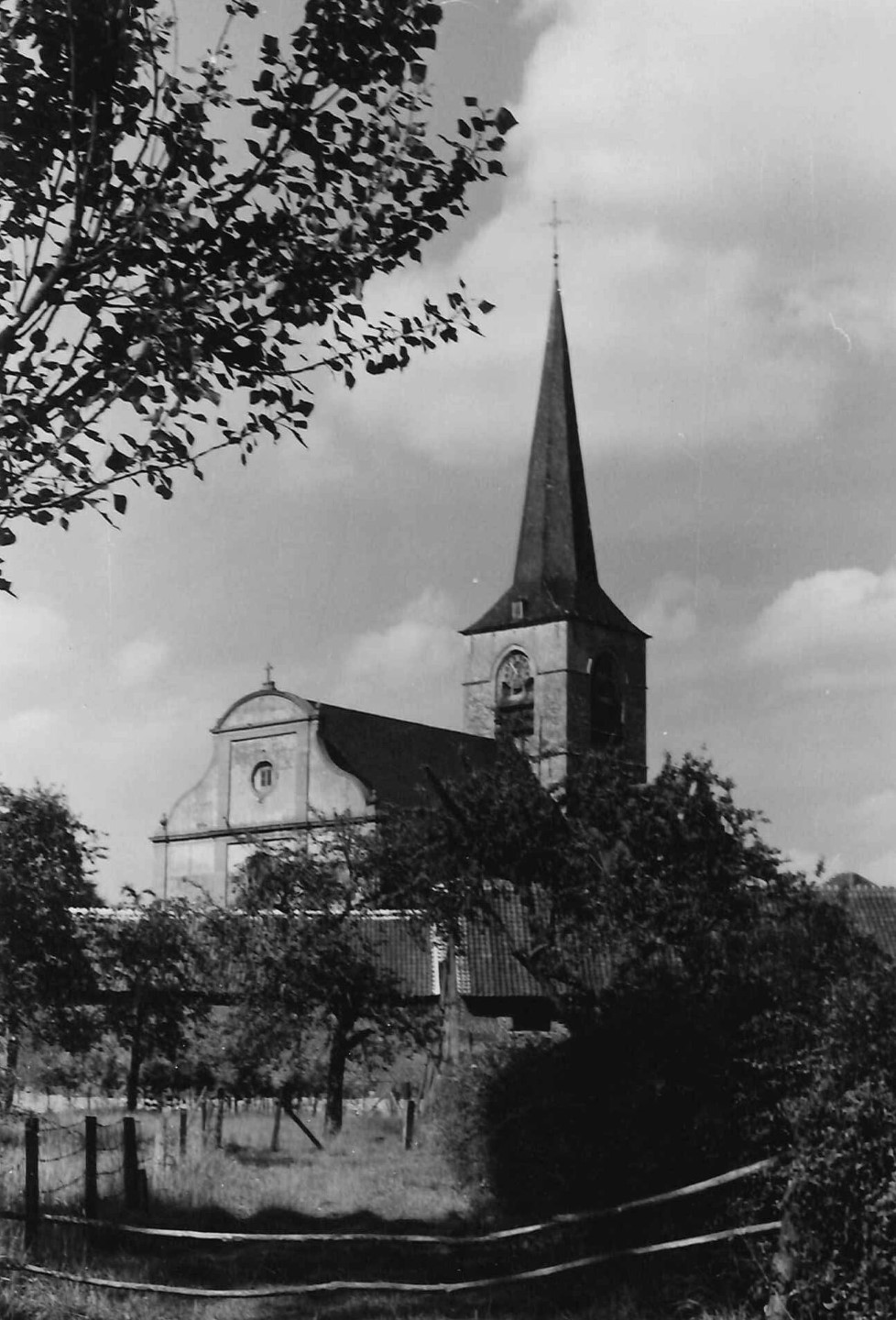
Gezicht op de kerk vanaf Potgieterstraat
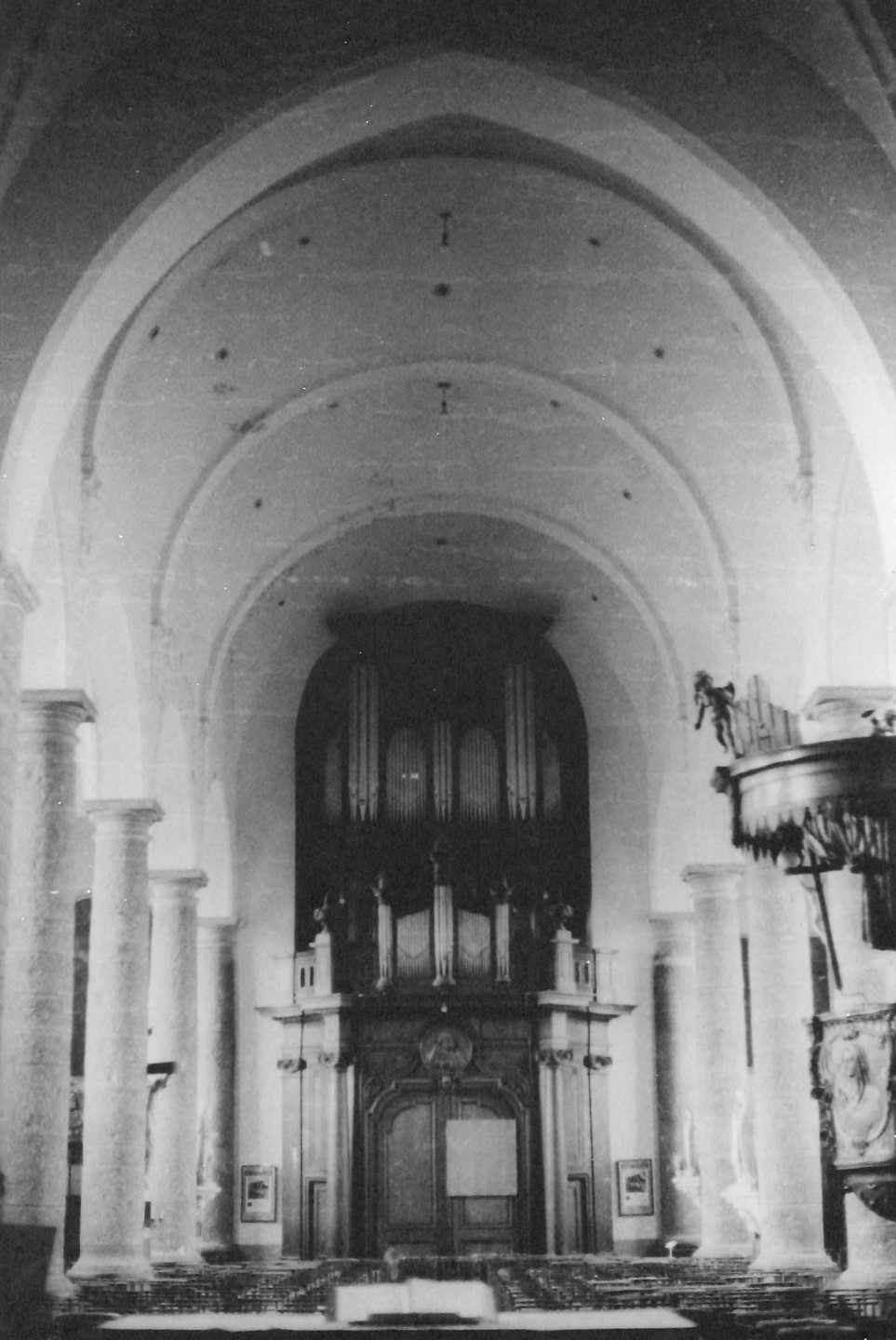
Gezicht op het doksaal
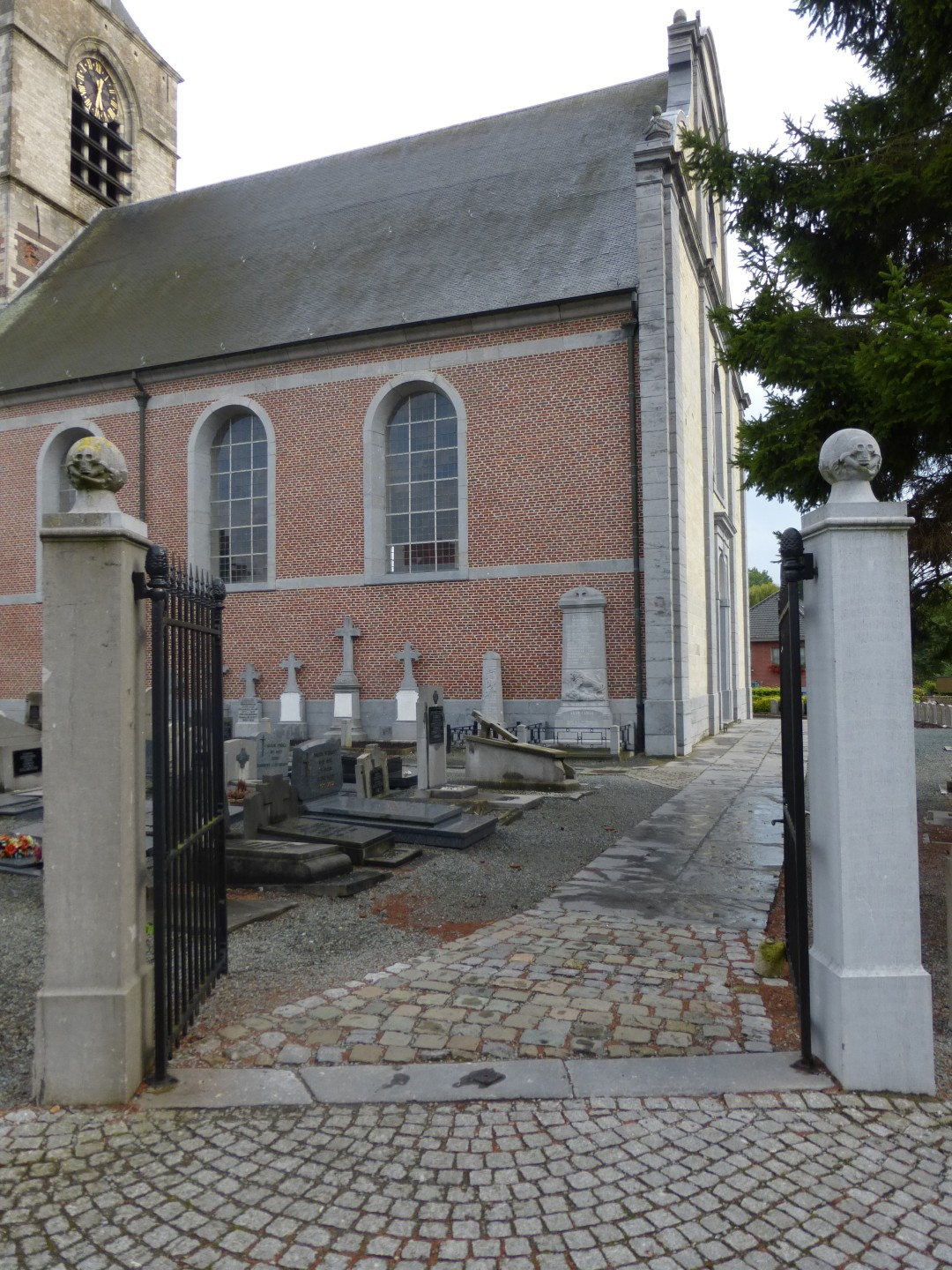
Toegang tot het kerkhof
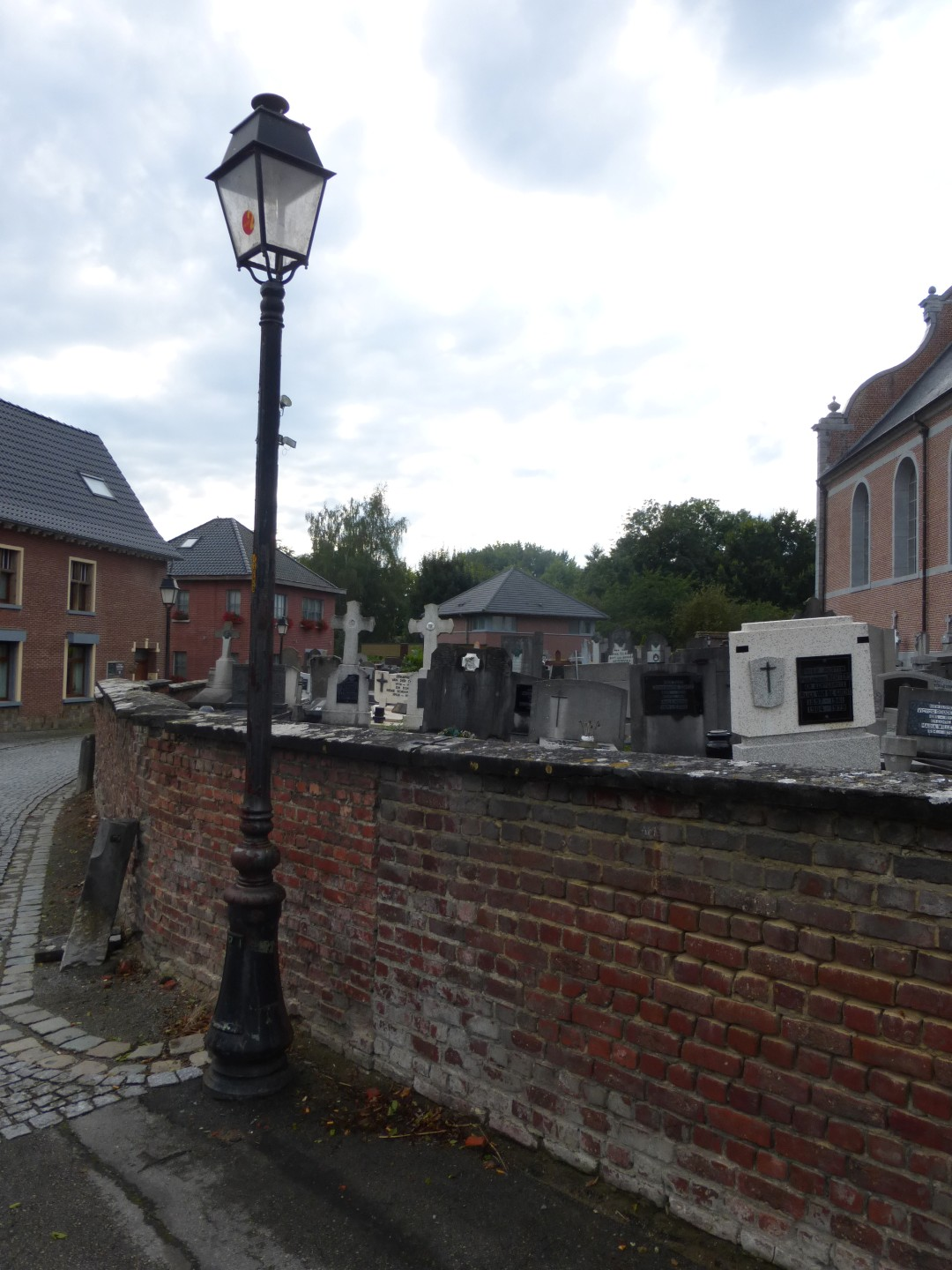
Kerkhofmuur
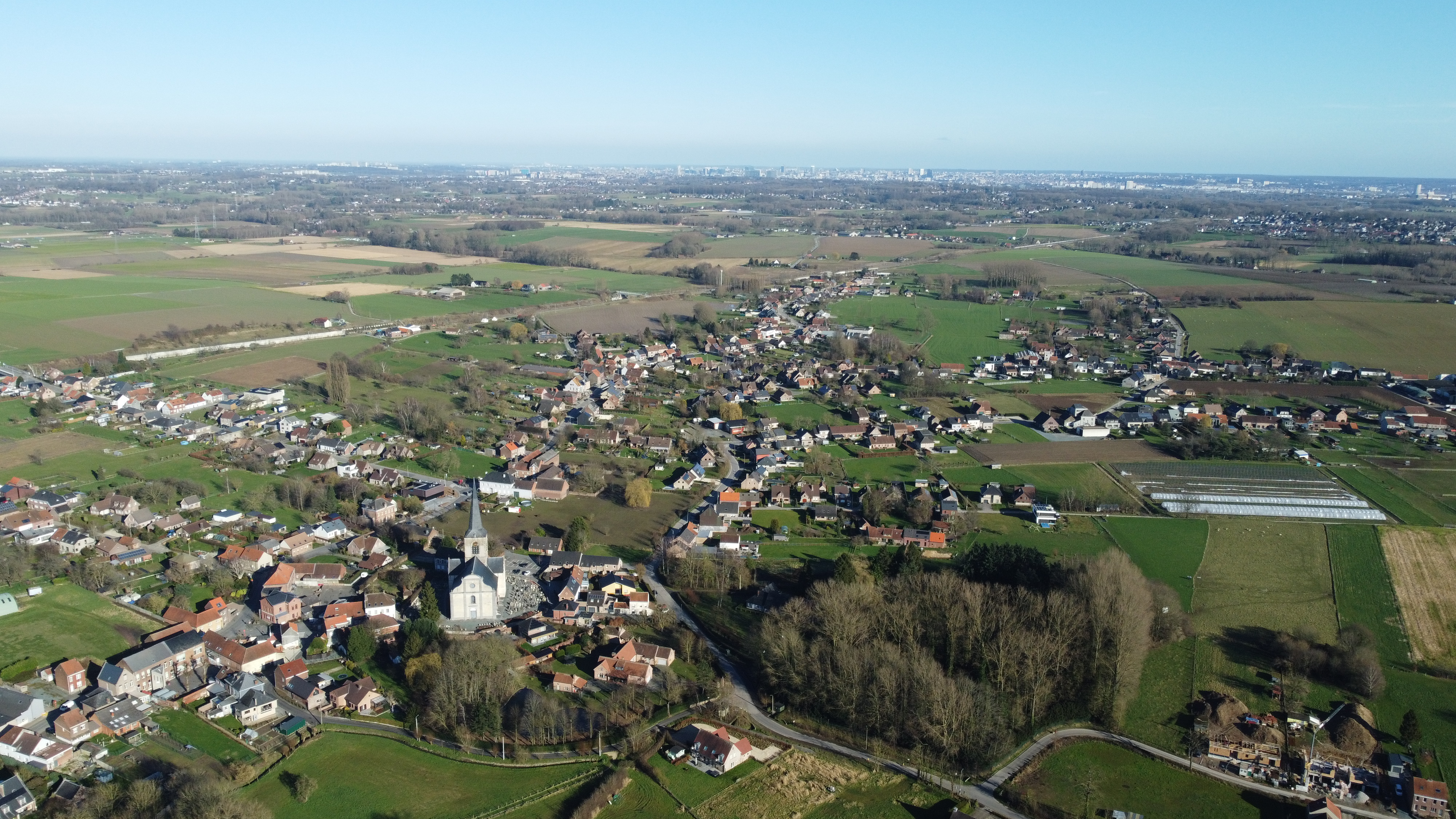
Kerk met oostelijk zicht van wambeek
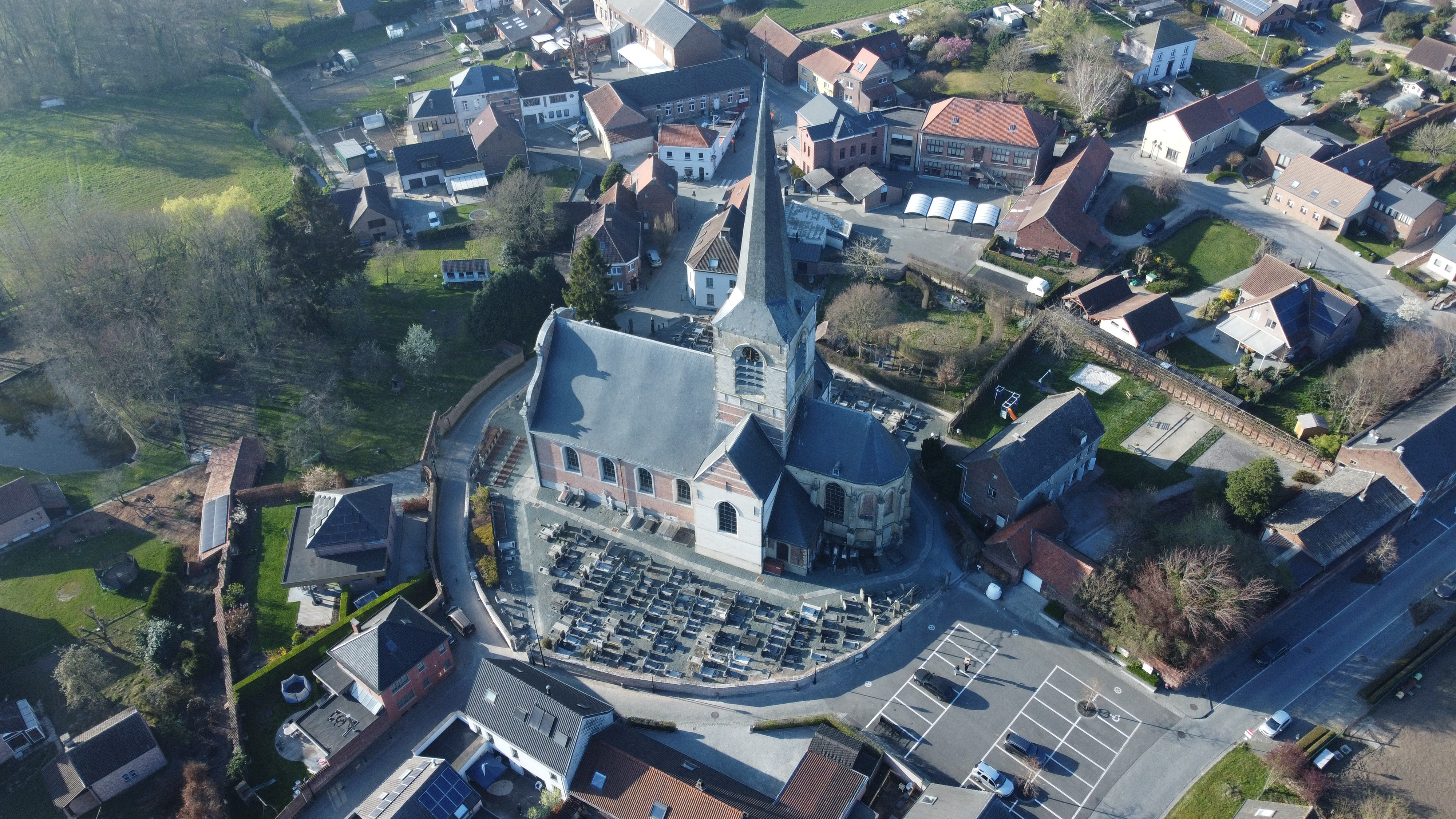
Noordwestelijke luchtfoto van kerk
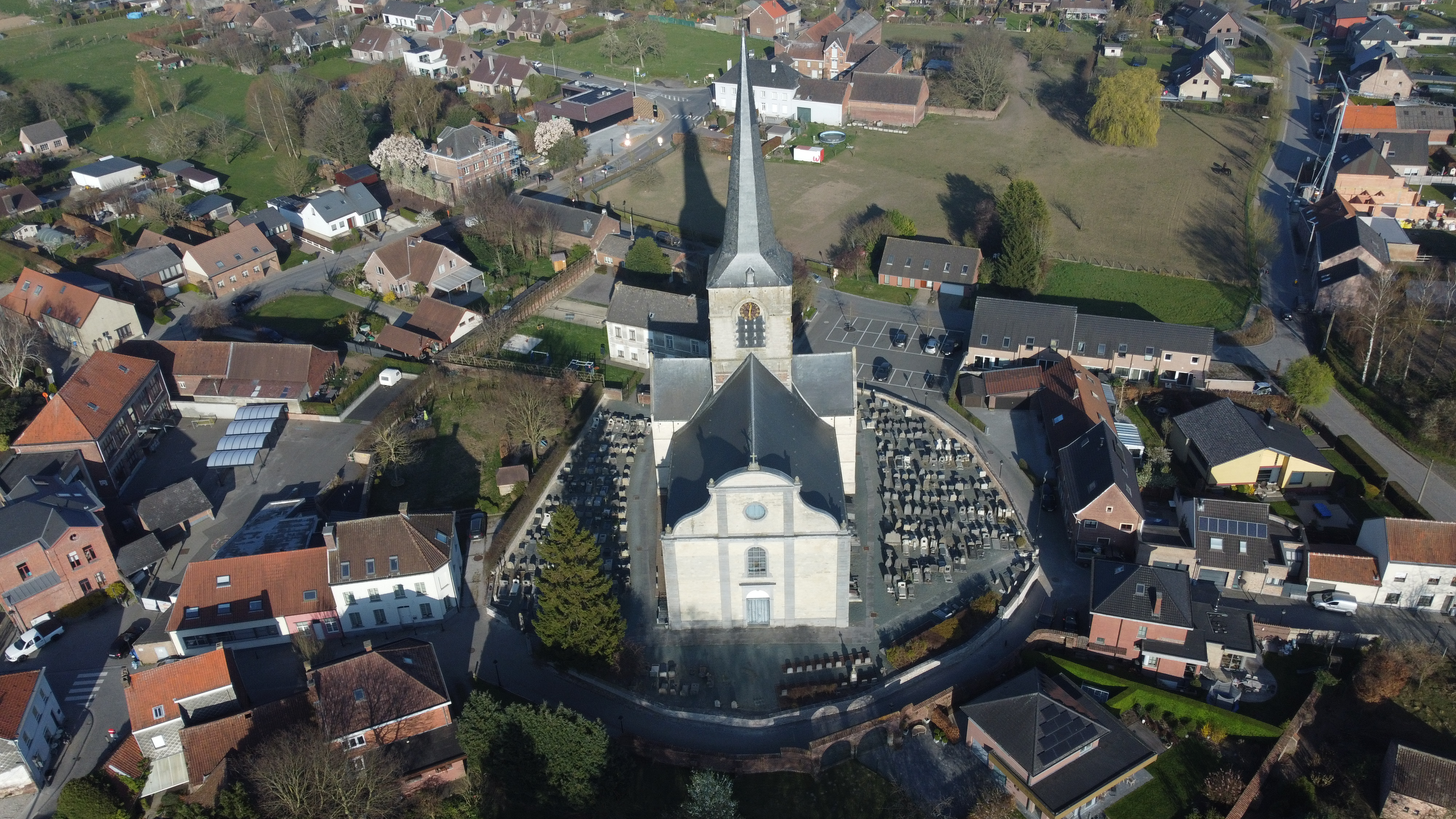
Ingang/voorkant van kerk
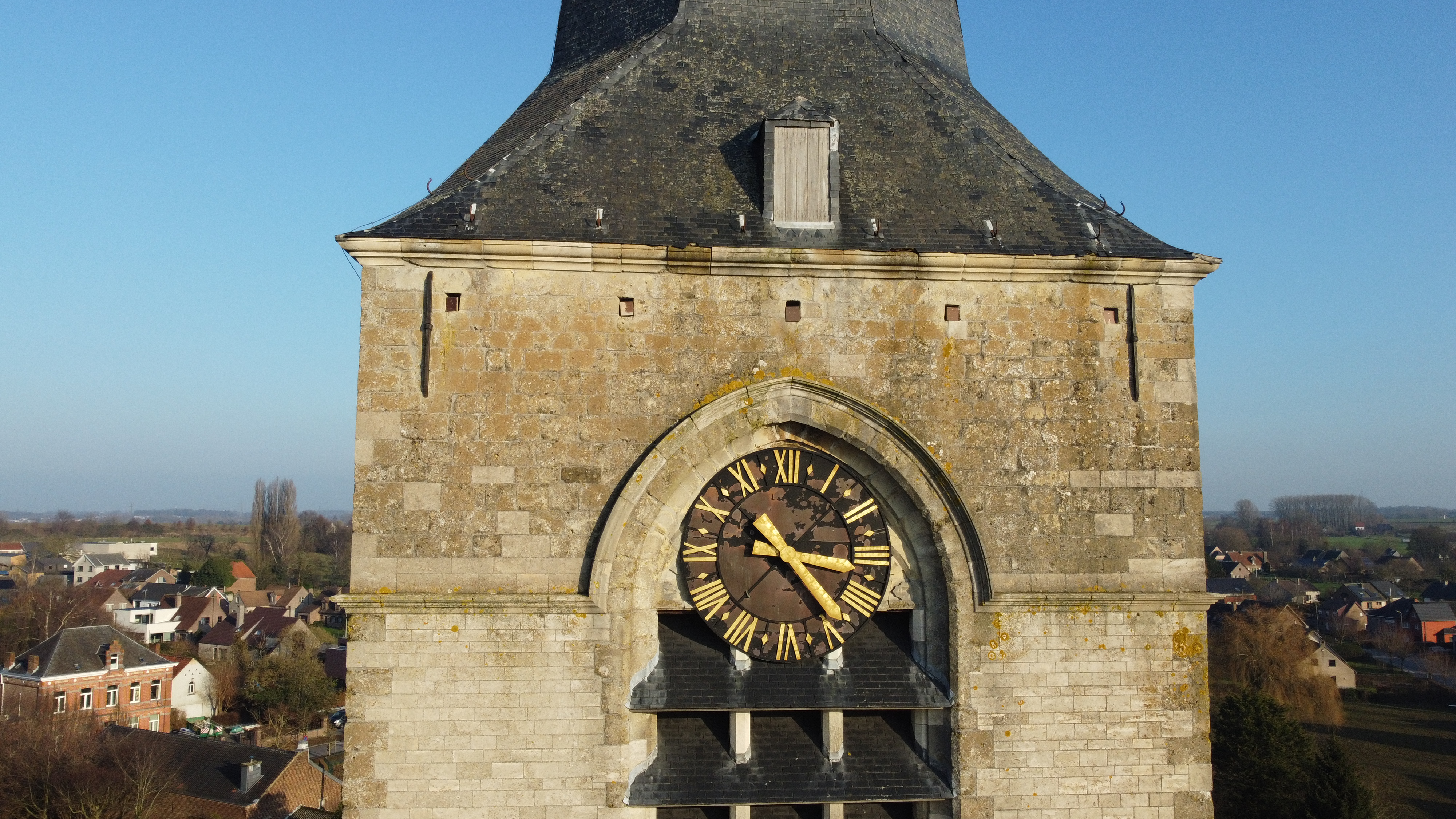
Klok
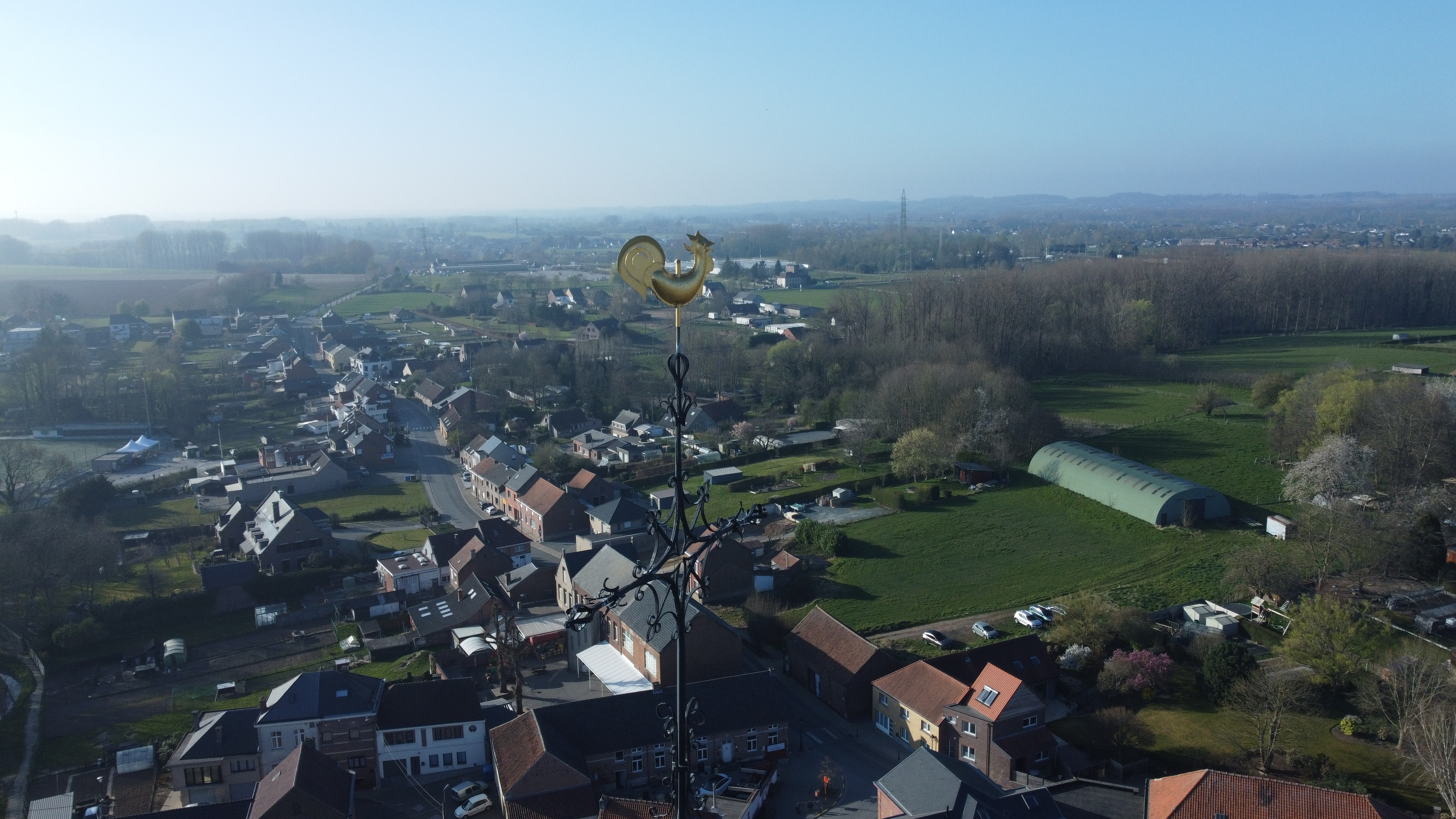
Windhaan
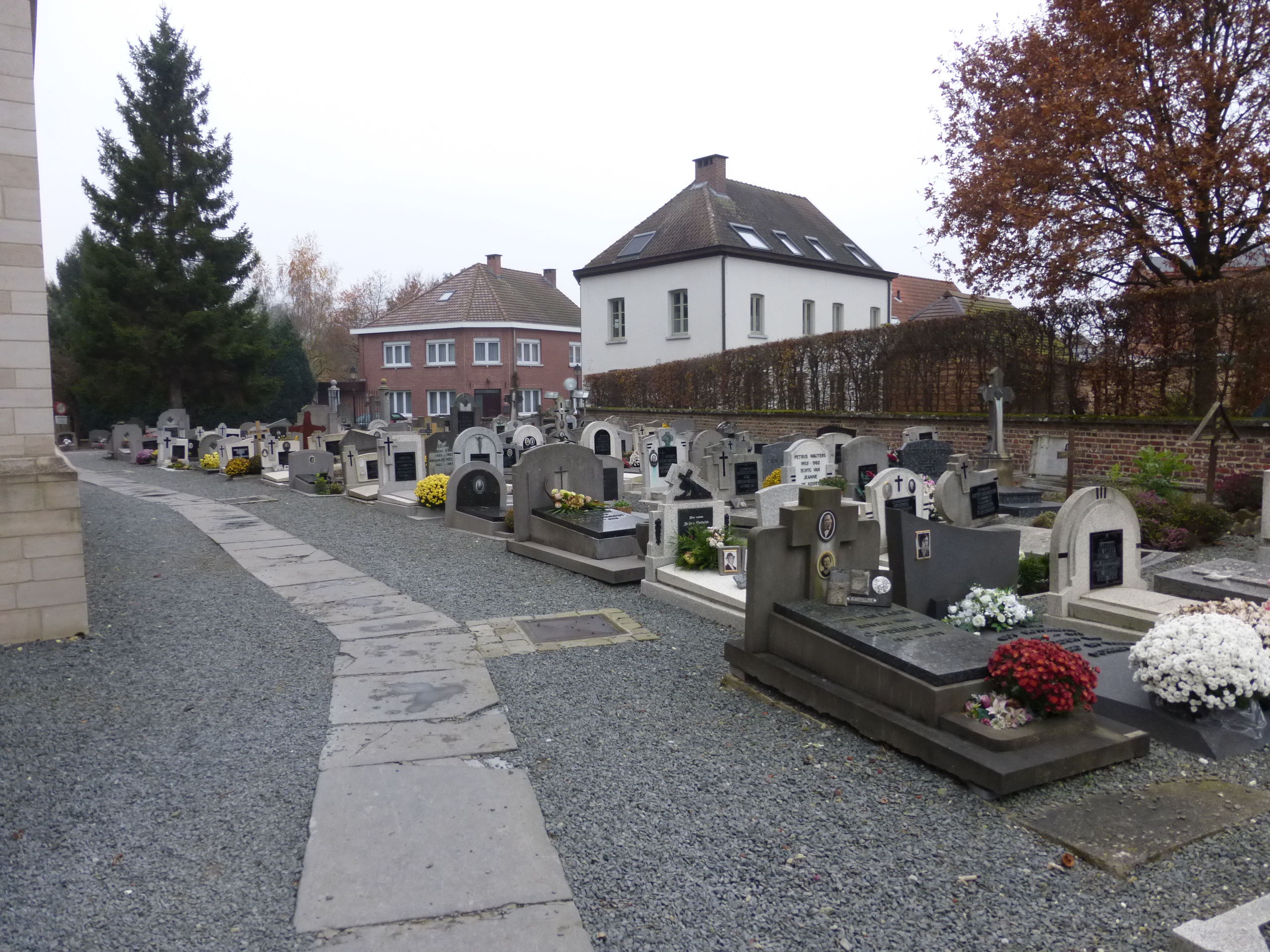
Het kerkhof
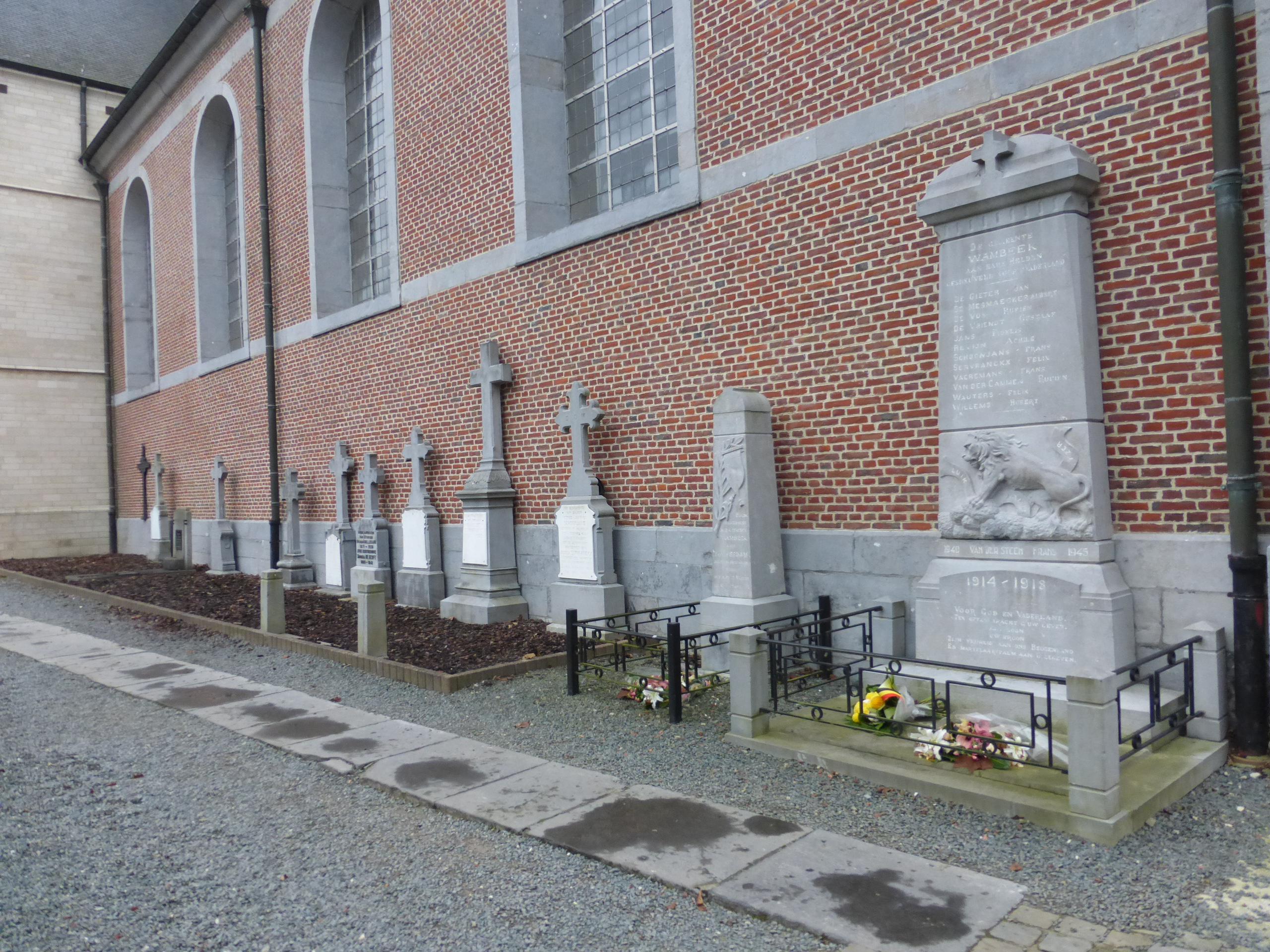
Kerkhof met oorlogsmemoriaal
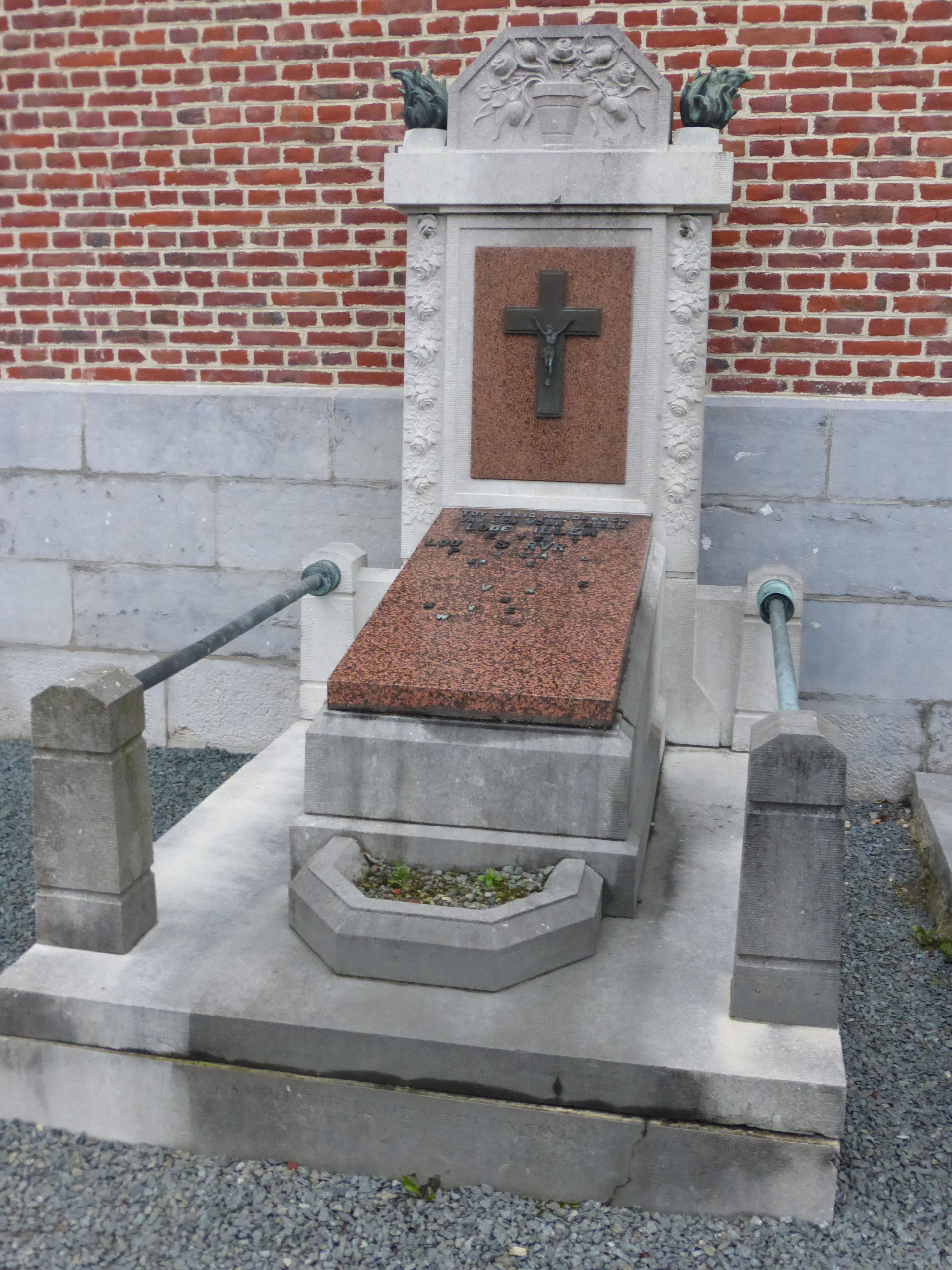
Graf in art-decostijl
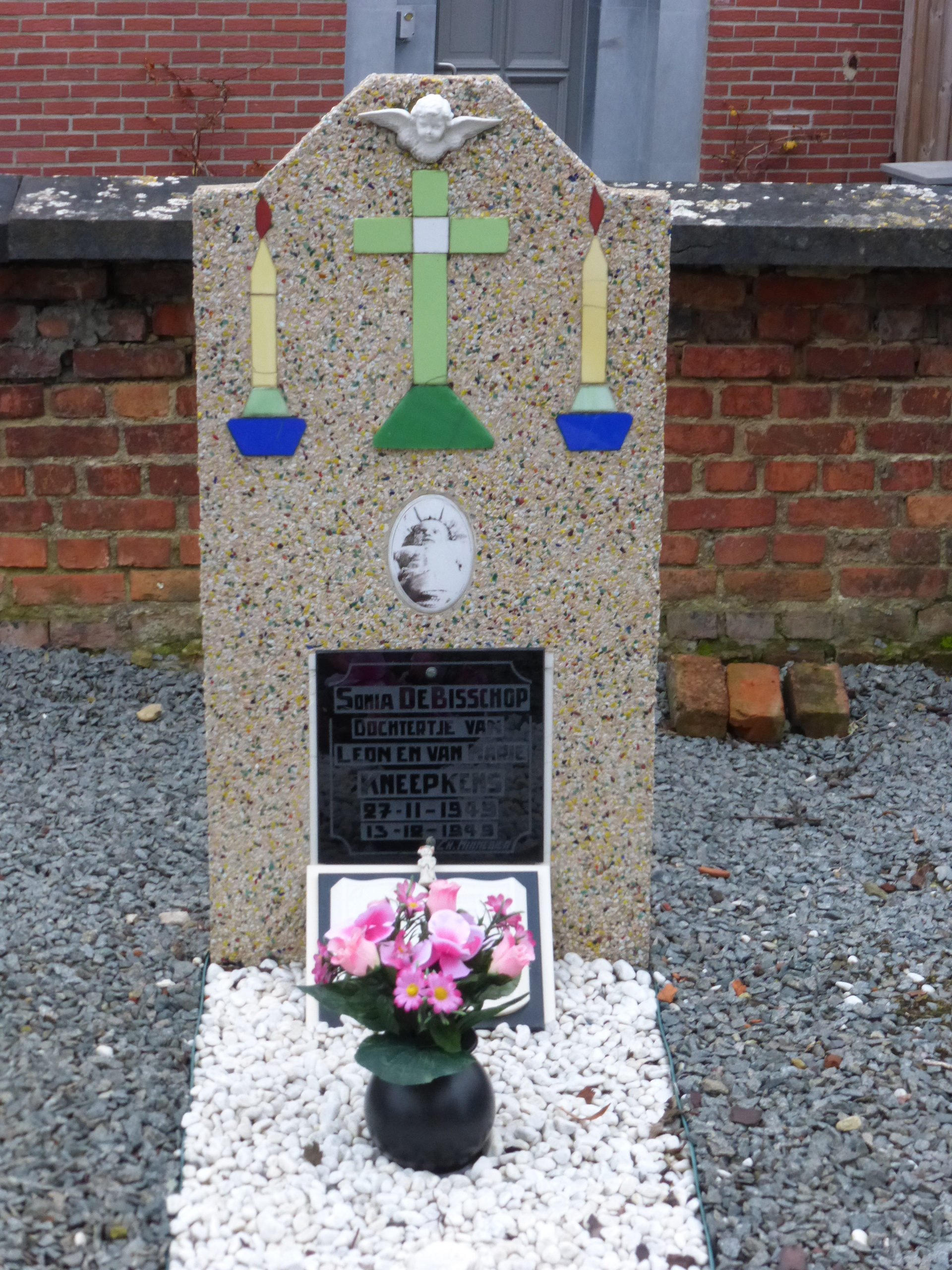
Stèle bekleed met cimorné
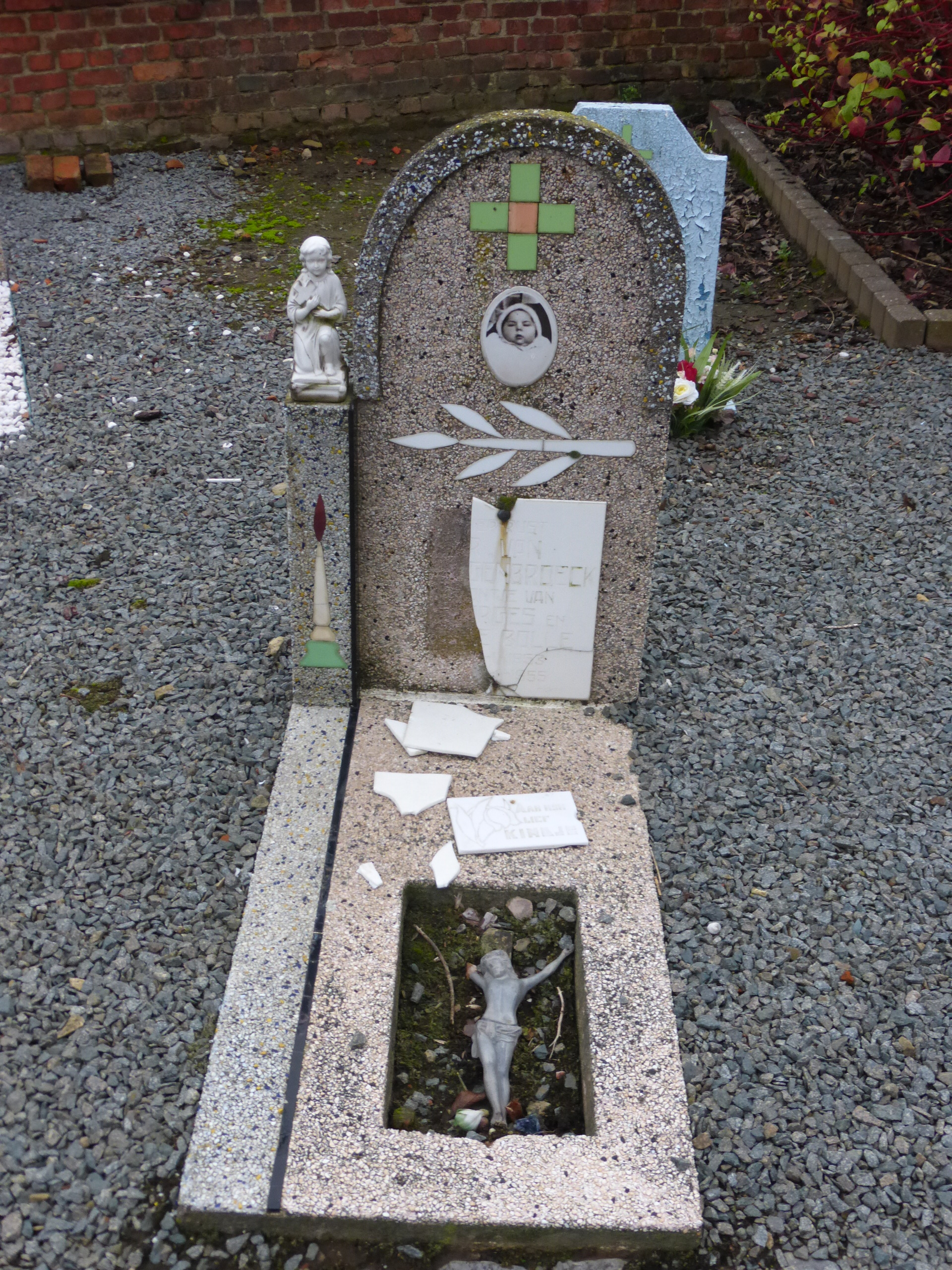
Stèle bekleed met cimorné
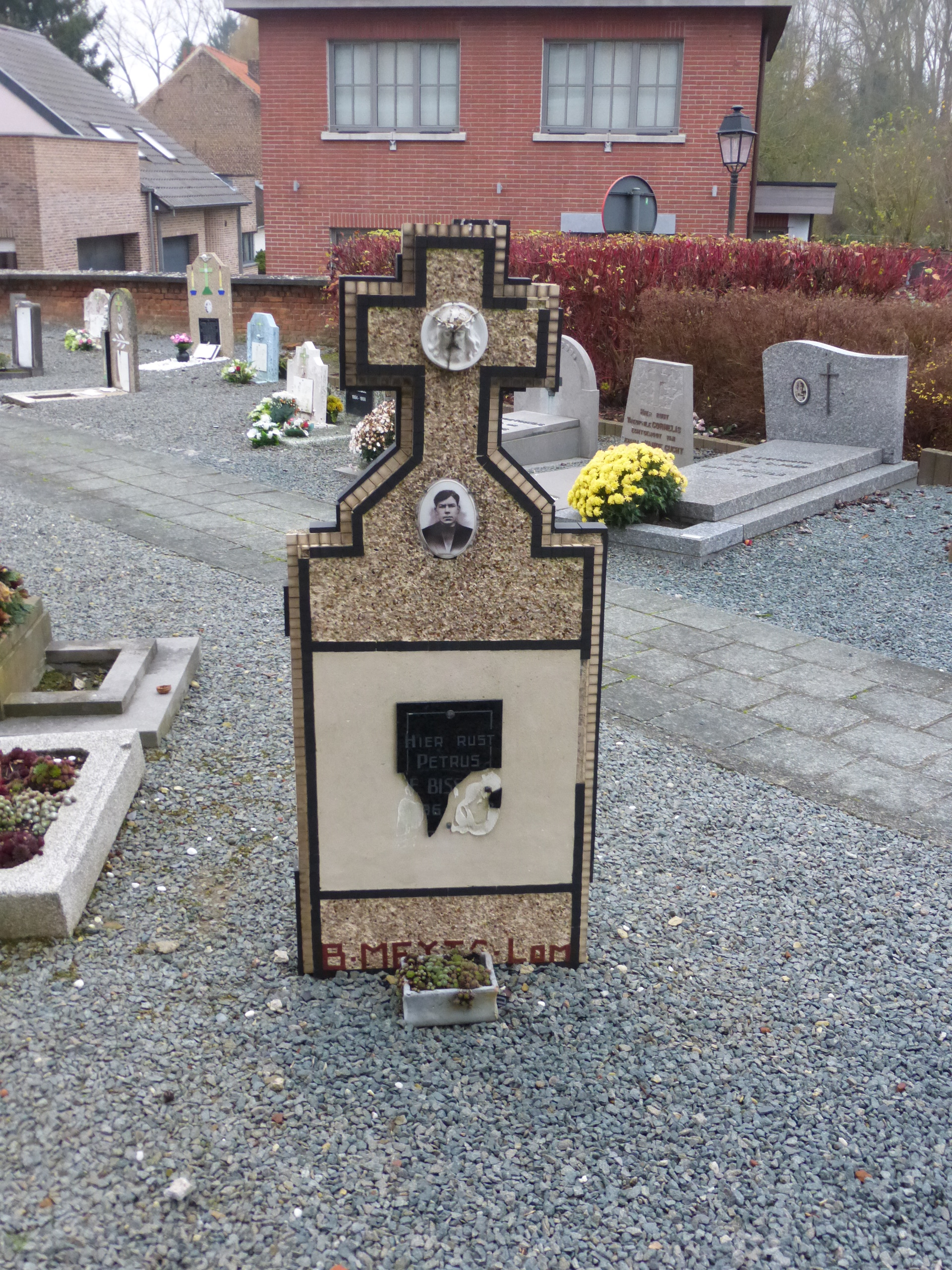
Stèle bekleed met cimorné